# Базаров, Борис Ванданович
Бори́с Ва́нданович База́ров (род. 10 октября 1960, село Курумкан, Бурятская АССР) — академик РАН, советский и российский историк, директор Института монголоведения, буддологии и тибетологии СО РАН, научный руководитель Бурятского научного центра СО РАН, доктор исторических наук, профессор, член-корреспондент РАН с 2003 года по Отделению историко-филологических наук, академик РАН (2016). Президент Общества востоковедов Российской академии наук (2006), депутат Народного Хурала Республики Бурятия (1998—2002 и 2013—2018).

## Биография
Родился 10 октября 1960 года в селе Курумкан Курумканского района Бурятской АССР. В 1981 г. окончил Бурятский государственный педагогический институт; в 1987 г. — аспирантуру Иркутского государственного университета. Доктор исторических наук, профессор. В 1981—1984 гг. — секретарь городского комитета ВЛКСМ (г. Гусиноозерск); в 1987—1995 гг. — преподавательская работа; с 1995 г. — заведующий сектором истории, с 1997 г. — директор Бурятского института общественных наук Бурятского научного центра СО РАН (в настоящее время — Институт монголоведения, буддологии и тибетологии СО РАН), г. Улан-Удэ.
В 1987 году защитил кандидатскую диссертацию на тему «Деятельность партийных организаций Восточной Сибири по дальнейшему развитию культуры в послевоенные годы. 1946—1952 гг.». В 1995 году защитил докторскую диссертацию на тему «Общественно-политическая жизнь 1920-х — 1950-х годов и развитие литературы и искусства Бурятии». В 1999 году присвоено ученое звание профессора по специальности «отечественная история».

## Научная деятельность
Академик Б. В. Базаров — ведущий советский и российский историк, востоковед, специалист в области социально-политической истории и культуры монгольских народов Северной, Восточной и Центральной Азии, крупный организатор науки и образования. Проводит исследования трансформации сообществ и цивилизаций в трансграничье России, Монголии и Китая, проблем социально-экономического развития монгольских народов в конце ХХ-начале XXI вв.: история и культура народов, геополитика и международные отношения, социальное и межкультурное взаимодействие народов Центральной Азии. Проведенные им комплексные исследования позволили скорректировать сложившиеся в науке концепции и взгляды на роль и значение кочевых обществ и государств Центральной и Восточной Азии в мировом историческом процессе. Поиск цивилизационных истоков современных социальных сообществ и сохранение культурного многообразия в условиях развивающегося взаимодействия позволил синхронно проследить динамику межкультурного и межконфессионального взаимодействия на обширных пространствах Центрально-Азиатского региона и прилегающих территориях Южной, Юго-Восточной Азии и Дальнего Востока. Эти результаты легли в основу рекомендаций по оптимизации процесса межрегионального взаимодействия и взаимовлияния культур региона.
Область научных интересов: история и культура монгольских народов, геополитика и международные отношения, социальное и межкультурное взаимодействие народов Центральной Азии, межнациональные отношения, национально-государственное строительство, современные проблемы развития стран Центральной и Восточной Азии.
Главный редактор рецензируемого журнала «Вестник Бурятского научного центра СО РАН» (входит в перечень журналов ВАК). Член Объединённого учёного совета по гуманитарным наукам СО РАН (с 1997). Член редколлегии журналов «Гуманитарный вектор», «Известия Иркутского государственного университета. Серия: Политология, религиоведение», «Восток. Афро-Азиатские общества: история и современность», «Письменные памятники Востока», «Вестник общественных и гуманитарных наук». Член редсовета журналов «Власть», «Ориенталистика», «Поволжская археология», «Труды Института истории, археологии и этнографии ДВО РАН», «Гуманитарные науки в Сибири», «Российская история», «Уфимский археологический вестник».
Под его руководством защитили диссертации 9 докторов и 28 кандидатов исторических наук.
Автор/соавтор 60 монографий, учебников, сборников документов, 311 статей в научных журналах и тезисов докладов научных конференций, редактор 94 Специалистам известны его труды: «Историко-культурный атлас Бурятии», «Бурятия: история, культура, современное общество», «Российско-монгольское военное сотрудничество (1911—1946)» в двух частях, трехтомная «История Бурятии», «Монголия в документах Коминтерна (1919—1934)» в двух частях, «Ждановский дискурс в национальных регионах России послевоенных лет», «Место и роль регионов азиатской части России в межрегиональном взаимодействии России и Китая», «Монголо-российские отношения на современном этапе: К проблеме регионального взаимодействия во Внутренней Азии», «Внутренняя Азия в геополитическом взаимодействии регионов России и Китая // Россия и Китай на дальневосточных рубежах», «Монголия в современном мире: Новый опыт многовекторной политики» и др.
Является председателем Диссертационного совета (Д 003.027.01) при ИМБТ СО РАН по защите диссертаций на соискание учёной степени доктора и кандидата наук.

## Награды и почётные звания
- Заслуженный деятель науки Республики Бурятия (1998)
- Лауреат Государственной премии Республики Бурятия в области науки и техники (2002)
- Золотая медаль Монгольской академии наук (2006)
- Медаль Ордена Чингис-хана (МНР, 2006)
- Памятная медаль «65 лет Победы в битве при Халхин-Голе» (2006)
- Памятная медаль к 80-летию В. А. Коптюга «Великий ученый и патриот» (2011)
- Высший орден Монголии «Полярная звезда» (2011)
- Медаль Министерства образования, культуры и науки Монголии «Образованию — 90» (2011)
- Медаль «800 — лет Монгольской империи» (2006)
- Орден Дружбы (2007)
- Почётный член Международной ассоциации монголоведных исследований (2006)
- Почётный профессор Института общественных и гуманитарных наук Китайского нефтяного университета (2006)
- Почетный профессор Университета Ланьчжоу
- Иностранный член Академии наук Монголии (2011)
- Заслуженный ветеран Сибирского отделения РАН (18 мая 2015) — в связи с 58-й годовщиной создания СО РАН и за особый личный вклад в выполнение стоящих перед Отделением основных задач
- Золотая медаль Дальневосточного отделения Российской академии наук им. Владимира Комарова (2022)[5]
- Орден Почёта (2021)[6]
- Юбилейная медаль Республики Бурятия «85 лет Победе на Халхин-Голе» (2025)[7]